# Dioscorea rumicoides
Dioscorea rumicoides là một loài thực vật có hoa trong họ Dioscoreaceae. Loài này được Griseb. mô tả khoa học đầu tiên năm 1842.